# Saint-Christophe-à-Berry
Saint-Christophe-à-Berry is een gemeente in het Franse departement Aisne (regio Hauts-de-France) en telt 412 inwoners (2005). De plaats maakt deel uit van het arrondissement Soissons.

## Geografie
De oppervlakte van Saint-Christophe-à-Berry bedraagt 7,7 km², de bevolkingsdichtheid is 53,5 inwoners per km².
De onderstaande kaart toont de ligging van Saint-Christophe-à-Berry met de belangrijkste infrastructuur en aangrenzende gemeenten.

## Demografie
Onderstaande figuur toont het verloop van het inwonertal (bron: INSEE-tellingen).
Vanwege een beveiligingsprobleem met de MediaWiki Graph-software is het momenteel niet mogelijk deze grafiek weer te geven. Zodra de software is bijgewerkt zal de grafiek vanzelf weer zichtbaar worden.